# Acanthocope annulatus
Acanthocope annulatus är en kräftdjursart som beskrevs av Menzies 1962. Acanthocope annulatus ingår i släktet Acanthocope och familjen Munnopsidae. Inga underarter finns listade i Catalogue of Life.